# Yui Sakai
Yui Sakai (née le 7 décembre 1987) est une patineuse de vitesse sur piste courte japonaise.

## Biographie
Elle naît dans la préfecture de Nagano, et étudie au lycée Higashi Okaya puis à l'université Waseda.

## Carrière
En 2005, elle participe à sa première coupe du monde de patinage de vitesse.
Elle participe aux Jeux olympiques d'hiver de 2010 à Vancouver, où elle représente le Japon au 500 mètres et au relais du 3 000 mètres. Elle est éliminée en 17e position au 500 mètres et son équipe de relais arrive en septième place.
En février 2011, elle arrive deuxième au 500 mètres aux Jeux Asiatiques qui se déroulent au Kazakhstan. Le même mois, elle arrive deuxième au 1 000 mètres à la coupe du monde à Dresde.
En octobre 2011, elle remporte le 1 000 mètres en coupe du monde à Salt Lake City. En décembre 2011, elle gagne le 1 000 mètres à Nagoya.